# لو تونگجوان
لو تونگجوان (انگلیسی: Lu Tongjuan؛ زادهٔ ۱۰ مارس ۱۹۹۰) جودوکار زن اهل چین است. وی در بازی‌های المپیک تابستانی ۲۰۲۰ شرکت کرده‌است.